# Hamza El Din
Hamza El Din (ur. 10 lipca 1929 w Toszka, zm. 22 maja 2006 w Berkeley) – nubijski muzyk i kompozytor. Grał na oudzie i bębnie tar.

## Wczesne życie
Urodzony w wiosce Toszka, niedaleko Wadi Halfa, w południowym Egipcie. Początkowo kształcił się na inżyniera elektryki. Później jednak rozpoczął edukację muzyczną na Uniwersytecie Kairskim i kontynuował ją na Accademia Nazionale di Santa Cecilia w Rzymie. Studiował również na Instytucie Ibrahima Shafiqa oraz na Królewskim Instytucie Muzyki Bliskiego Wschodu. Jego występy w latach sześćdziesiątych XX wieku przyciągały takie sławy jak Grateful Dead, Joan Baez czy Bob Dylan. Zapewniło mu to podpisanie kontraktu nagraniowego i wyjazd do USA.
Podobnie jak większa część Nubii, jego wioska została zalana podczas konstrukcji Wysokiej Tamy.

## Kariera
Po występie na festiwalu folkowym w Newport w 1964 roku, Hamza El Din nagrał dwa albumy dla Vanguard Records, które zostały wydane w latach 1964–1965. Jego album Escalay: The Water Wheel z 1971 roku to jeden z pierwszych albumów tzw. muzyki świata, który został bardzo dobrze przyjęty na Zachodzie. Muzyka z tej płyty wywarła wpływ na amerykańskich kompozytorów minimalistycznych takich jak Steve Reich, Terry Riley, czy perkusista grupy Grateful Dead, Mickey Hart. Hamza El Din występował z tym zespołem podczas koncertów w Egipcie w 1978 roku. W tym czasie był on nauczycielem wielu muzyków, m.in. Sandiego Bulla.
Hamza El Din wielokrotnie zajmował posadę etnografa muzycznego na Ohio University, University of Washington i University of Texas. Po pobycie w Japonii, gdzie kształcił się w grze na lutni biwa, osiadł na stałe w Oakland w stanie Kalifornia. W 1999 wydał swój ostatni album, A Wish.

## Śmierć
Hamza El Din zmarł 22 maja 2006 roku z powodu komplikacji po operacji pęcherzyka żółciowego w szpitalu w Berkeley.

## Dyskografia
- 1964 – Newport Folk Festival 1964. Evening Concerts, Vol. 2. „Desse Barama [Peace]”
- 1964 – Music of Nubia
- 1965 – Al Oud
- 1971 – Escalay: The Water Wheel
- 1978 – Eclipse
- 1982 – A Song of the Nile
- 1990 – Journey
- 1990 – Nubiana Suite: Live in Tokyo
- 1992 – Pieces of Africa. „Escalay: The Water Wheel” with Kronos Quartet
- 1995 – Lily of the Nile
- 1996 – Available Sound: Darius
- 1996 – Muwashshah
- 1999 – A Wish